# Дарби, Джордж
Дарби, Джордж (англ. George Darby, ок.1720-1790) — британский морской офицер, впоследствии вице-адмирал, участник Семилетней и Американской революционной войны. Возможно, был сыном Джонатана Дарби (ум. 1742/3), из замка Лип (Leap), графство Кинг, Ирландия, хотя подробности о его происхождении и воспитании неизвестны.

## Семилетняя война
Поступил на флот в качестве добровольца, на HMS Sunderland под командованием Боскавена. 7 сентября 1742 года произведен в лейтенанты. После повышения до коммандера 12 сентября 1747 года был назначен командовать 60-пушечным HMS Warwick. В 1757 году командовал HMS Norwich (50) в Вест-Индии, на нем же служил под командованием Родни в 1759 году при бомбардировке Гавра. В январе 1760 года контр-адмирал Джордж Родни дал ему командование эскадрой. Дарби затем попал под начало коммодора лорда Колвилла (англ. Alexander Colville), с которым в мае 1760 года снял осаду Квебека. В 1761 году Дарби, при поддержке Колвилла, воспротивился распоряжению генерала Амхерста о взимании 0,5 % вместо обычного 1 % за доставку денег для выплаты жалования войскам в Вест-Индии. В начале 1762 года Дарби, на HMS Devonshire (64) в составе эскадры Родни участвовал в захвате Мартиники. В феврале Родни послал Дарби вместе с майором Горацио Гейтсом с депешами в Англию. Оба должным образом получили от короля награду в 500 фунтов.

## Американская война за независимость
23 января 1778 года Дарби стал контр-адмиралом белой эскадры, но в том году в море не выходил. 19 марта 1779 года он был повышен до вице-адмирала синей эскадры. Во время громкого процесса Кеппеля-Паллисера он оставался аполитичен, хотя в апреле неохотно председательствовал на военно-полевом суде Паллисера.

### Другая Армада
В июне 1779 он вышел в море, держал флаг на 100-пушечном HMS Britannia в качестве младшего флагмана у сэра Чарльза Харди. Командовал авангардом флота из 30 линейных кораблей. Его флаг-капитаном был молодой Чарльз Моррис Пол, будущий Адмирал флота. В августе Харди задержал продвижение значительно превосходящих сил союзного флота, умело, хотя и бесславно, выполнив отход в Портсмут. Лорд Сэндвич сообщал королю, что лорд Малгрейв, комиссар Адмиралтейства, служивший на флоте капитаном, «высоко отзывается об адмирале Дарби и говорит, что его совершенно обожали на флоте».

### Флот Канала
Весной 1780 года, когда флот вновь готовился к выходу в море, Харди внезапно умер. Самуэль Баррингтон отказался от должности главнокомандующего в Канале, и её принял семидесятилетний сэр Фрэнсис Гири. Имея Баррингтона, Дарби, Дигби, и Росса в качестве младших флагманов, он с 24 линейными крейсировал в течение июня и июля, по большей части в районе о. Уэссан. В августе Гири вывел важный ямайский конвой через Западные подходы в океан. Через неделю союзники перехватили этот конвой; событие, подчеркнувшее относительную слабость Англии в своих водах. В начале сентября Гири оставил командование, ссылаясь на слабость здоровья. Его очевидным преемником был Баррингтон, но, в надежде продвинуть Кеппеля обратно в главнокомандующие, Баррингтон снова отказался от этой должности. 2 сентября король решительно согласился с Сэндвичем, что теперь следует назначить Дарби. 6 сентября Дарби был сделан лордом Адмиралтейства а 26 сентября он стал вице-адмиралом белой эскадры. Между 1780 и 1784 годами он также служил в Парламенте в качестве депутата от Плимута. Если Дарби и не хватало опыта Баррингтона в командовании в бою, он показал достаточные профессиональные способности, уравновешенность, такт и надежность. Он был полон решимости похоронить политические разногласия, которые разъедали Королевский флот с начала Американской войны за независимость.
26 октября 1780 года Дарби на HMS Britannia вышел из Торбея с 22 линейными кораблями. Его заместитель, вице-адмирал Фрэнсис Самуэль Дрейк, держал флаг на HMS Victory. Дарби крейсировал в надежде встретить одну из союзных эскадр, базировавшихся на Кадис. В то же время французский адмирал д’Эстен, на обратном пути из Америки, с 38 линейных кораблями готовился к выходу из Кадиса. В ноябре Дарби крейсировал у мыса Сент-Винсент. К 10 декабря он понял, что в условиях ограниченной видимости пропустил французов. В письме к Сэндвичу он сетовал на то, что «будучи так долго в море, не оказал нации ни малейшей услуги» 21 декабря он вернулся в Сент-Хеленс. Д’Эстен достиг Бреста только 3 января 1781 года.
19 февраля морской лорд Адмиралтейства, лорд Малгрейв, по поручению Сэндвича написал в защиту Дарби от критики в Палате общин. В частности Малгрейв решительно отвергал слухи, будто ему не нравилось служить под командованием Дарби. Адмирал Дарби, писал он Сэндвичу, это

…последний человек, под которым я откажусь служить. Из того, что я всегда слышал и видел о его поведении в течение двух прошедших войн, я привык смотреть на него, как на офицера большой твердости духа, знаний и опыта. Это мнение подтверждается многими, служившими с ним и под его началом.
Оригинальный текст (англ.)the last man under whom I would serve with reluctance. From what I have always heard and seen of his behaviour during the two former wars, I had been used to look on him as an officer of great firmness, spirit, knowledge, and experience. That opinion has been much confirmed by serving with and under him.

Одним словом, Малгрейв считал, что Дарби замечательно подходит как главнокомандующий Флотом Канала.

### Экспедиция снабжения Гибралтара
В это время стратегические проблемы страны усугубились вступлением во враждебный альянс Голландии. В поисках выхода правительство приняло решение в 1781 году уделить преимущественное внимание двум военным целям, а именно укреплению Вест-Индии и второй экспедиции снабжения Гибралтара. Это последнее предприятие, возложенное на Дарби, несло в себе большой риск. При том, что Флот Канала уступал в численности французскому флоту в Бресте, он еще должен был провести конвой мимо главного испанского флота в Кадисе, обеспечить, несмотря на сильное местное сопротивление, доставку снабжения в Гибралтар, и вернуться до того, как французы перекроют западный вход в Английский канал. Как выяснилось, Кордова, превосходя Дарби в численности, вернулся в Кадис на пополнение в то время как Дарби, которому пришлось забирать транспорты снабжения из Ирландии, достиг Гибралтара лишь 12 апреля. Он передал наблюдение за разгрузкой контр-адмиралу Джону Россу который, несмотря на некоторое беспокойство со стороны испанских канонерских лодок, образцово выполнил поставленную задачу. Как только задул восточный ветер, Дарби согласно приказу вышел домой. Тем не менее, он упустил адмирала Ла Мотт-Пике́, возвращавшегося с эскадрой в Брест. Французы только что взяли в беззащитных водах 18 призов.

### Осеннее крейсерство
В течение 1781 года Дарби еще трижды выходил в море, но ни разу не имел достаточно сил, чтобы контролировать Западные подходы. Во втором случае, имея 21 линейный корабль, он столкнулся с франко-испанским флотом из 40 кораблей. Посоветовавшись с сэром Джоном Россом и коммодором Джоном Эллиотом (англ. John Elliot), по своей природе очень склонными где только можно к наступлению, 25 июля он остановился на решении занять оборонительную позицию на якоре в Торбее. Он сообщил Сэндвичу, что расставил свои корабли «в виде полумесяца в две линии». Противник либо не посмел атаковать, либо пытался двигаться дальше в обход.

## Конец карьеры
Со сменой правительства в марте 1782 года Дарби отошел от службы. Хотя он не проявил себя выдающимся командиром, он выполнял все возложенные на него задачи, какими бы трудными ни были обстоятельства. Согласно флотскому списку он, в порядке очереди, получил после Родни почетный титул Контр-адмирала Великобритании.

## Семья и наследие
В 1768 году Дарби женился на Марии, дочери сэра Уильяма Сен-Квентина, 3-го баронета Скэмпстон-холл (Восточный Йоркшир), давнего члена Парламента от Кингстон-апон-Халл. У них было двое сыновей: Уильям Томас и Мэтью Читти; Мария умерла 5 апреля 1773 года. К 1777 году Дарби женился на вдове Томаса Бриджеса, сестре адвоката и парламентария Ричарда Джексона. Его не обошло тогдашнее бедствие всех моряков — цинга. Вторая жена Дарби умерла 12 ноября 1790 года и он сам последовал за ней 26 ноября. После него остались двое сыновей: Мэтью (с 1801 года Дарби-Гриффит, англ. Darby-Griffith), армейский офицер, и Уильям, который со вступлением в наследование в 1795 году взял имя Сен-Квентин, как 5-й баронет, унаследовав титул по материнской линии.